# 道格拉斯·雷恩
道格拉斯·雷恩（英語：Douglas Rain，1928年3月13日—2018年11月11日）是一名加拿大舞台剧演员和配音员。因在电影《2001太空漫遊》中为电脑HAL 9000配音而知名。

## 生平
雷恩出生于曼尼托巴省温尼伯，母亲玛丽是一名护士，父亲詹姆斯是一名铁路扳道工，夫妇二人均为格拉斯哥移民。他曾就学于班夫的班夫美术学校以及英国布里斯托尔的布里斯托尔老维克戏剧学院。1953年创立了斯特拉特福节，直到1998年为止一直作为舞台演员活动着。2018年11月11日在安大略圣玛丽的圣玛丽纪念医院去世。